# Karel Kuttelwascher
Karel Miloslav Kuttelwascher (né le 23 septembre 1916 à Havlíčkův Brod et mort le 17 août 1959 à St Austell) est un aviateur tchèque.
Pendant de la Seconde Guerre mondiale, il participe au combat de mai 1940 à octobre 1942, d'abord dans l'armée de l'air française puis dans la Royal Air Force (RAF).
Au service de la RAF, il a abattu 18 avions ennemis. Il a peut-être également remporté des victoires au service de l'armée de l'air française, mais celles-ci ne sont pas confirmées car de nombreux records français ont été perdus.
En 1945, Kuttelwascher retourne en Tchécoslovaquie, mais en 1946, il retourne au Royaume-Uni, où il fit une carrière de pilote civil avec la British European Airways.